# Бервил (Приморска Сена)
Бервил (фр. Berville) је насеље и општина у северној Француској у региону Горња Нормандија, у департману Приморска Сена која припада префектури Руан.
По подацима из 2011. године у општини је живело 552 становника, а густина насељености је износила 82,14 становника/km². Општина се простире на површини од 6,72 km². Налази се на средњој надморској висини од 150 метара (максималној 164 m, а минималној 123 m).

## Демографија
| 1962. | 1968. | 1975. | 1982. | 1990. | 1999. | 2011. |
| ----- | ----- | ----- | ----- | ----- | ----- | ----- |
| 369   | 380   | 411   | 419   | 473   | 480   | 552   |

График промене броја становника у току последњих година